# Гартатовиці
Ґартатовиці (пол. Gartatowice) — село в Польщі, у гміні Кіє Піньчовського повіту Свентокшиського воєводства.
Населення — 179 осіб (2011).
У 1975-1998 роках село належало до Келецького воєводства.

## Демографія
Демографічна структура на день 31 березня 2011 року:
|          | Загалом | Допрацездатний вік | Працездатний вік | Постпрацездатний вік |
| -------- | ------- | ------------------ | ---------------- | -------------------- |
| Чоловіки | 93      | 23                 | 56               | 14                   |
| Жінки    | 86      | 16                 | 37               | 33                   |
| Разом    | 179     | 39                 | 93               | 47                   |